# SN (bomba)
SN – brytyjska bomba lotnicza z okresu I wojny światowej, największa bomba używana przez Royal Flying Corps (poprzednik Royal Air Force) w tym czasie. SN ważyła 1650 funtów (prawie 750 kg), skorupa bomby wykonana była z nitowanej stali, wypełniało ją 800 funtów (363 kg) amatolu.
Bojowo użyto jej po raz pierwszy 24 lipca 1918 z bombowca Handley Page O/400 w czasie nalotu na Middelkirke.